# Gaute Heivoll
Gaute Heivoll (ur. 13 marca 1978 w Finsland) – norweski pisarz.

## Życiorys
Gaute Heivoll urodził się i wychował w Finsland, wsi znajdującej się ok. 35 km od Kristiansand. Studiował prawo na uniwersytecie w Oslo, psychologię na uniwersytecie w Bergen i ukończył studium pisarskie w Szkole Wyższej w Telemark. Przez jakiś czas pracował jako nauczyciel.
Zadebiutował w 2002 roku zbiorem opowiadań Liten dansende gutt, następnie wydał Omars siste dager w 2003 roku. Dziewiąta książka Heivolla, powieść Zanim spłonę, została przetłumaczona na ponad 20 języków, w tym niemiecki, polski, szwedzki, duński, francuski, angielski, serbski, rosyjski, hebrajski, rosyjski i włoski.

## Twórczość
- Postboks 6860 – antologia (2000)
- Liten dansende gutt – proza (2002)
- Omars siste dager – powieść (2003)
- Utskrift. Nye norske noveller – antologia (2003)
- Ungdomssangen – powieść (2005)
- Metaforenes tyranni? – antologia (2005)
- Kjærlighetsdikt på bunnen av elva – poezja (2006)
- Doktor Gordeau og andre noveller – opowiadania (2007)
- Himmelen bak huset – książka dla dzieci, ilustrator Øyvind Lauvdahl (2008), w Polsce wydana jako Niebo za domem w tłumaczeniu Mileny Skoczko[3]
- Himmelarkivet – powieść (2008)
- Ord for ord – antologia (2009)
- Båten mellom stjernene – książka dla dzieci, z Line Halsnes (2010)
- Før jeg brenner ned – powieść (2010), w Polsce wydana jako Zanim spłonę w tłumaczeniu Marii Gołębiewskiej-Bijak[4]
- Kongens hjerte – powieść (2011)
- Svalene under isen –  książka dla dzieci, z Lisa Aisato (2012)
- Jeg kommer tilbake i kveld – dramat (2012)
- Over det kinesiske hav – powieść (2013)
- Femten fortellinger fra 150 år – proza (2013)
- Lyset om kvelden – książka dla dzieci (2014)
- De fem årstidene – powieść (2014)
- Det svarte pianoet – książka dla dzieci, z Lisa Aisato (2015)
- Øksa og ishavet – opowiadania (2015)
- Det kom et brev – antologia (2015)
- De skyldfrie -- powieść (2016)

## Nagrody
- Tidenprisen 2003
- Sørlandets litteraturpris  2008 za Doktor Gordeau og andre noveller
- Sørlandets litteraturpris 2009, za Himmelarkivet
- Brageprisen 2011, Zanim spłonę
- Sørlandets litteraturpris  2011, Zanim spłonę